# Lord Peter Wimsey
Lord Peter Wimsey est le gentleman detective (en) de fiction des romans policiers de Dorothy L. Sayers. 

## Biographie fictive

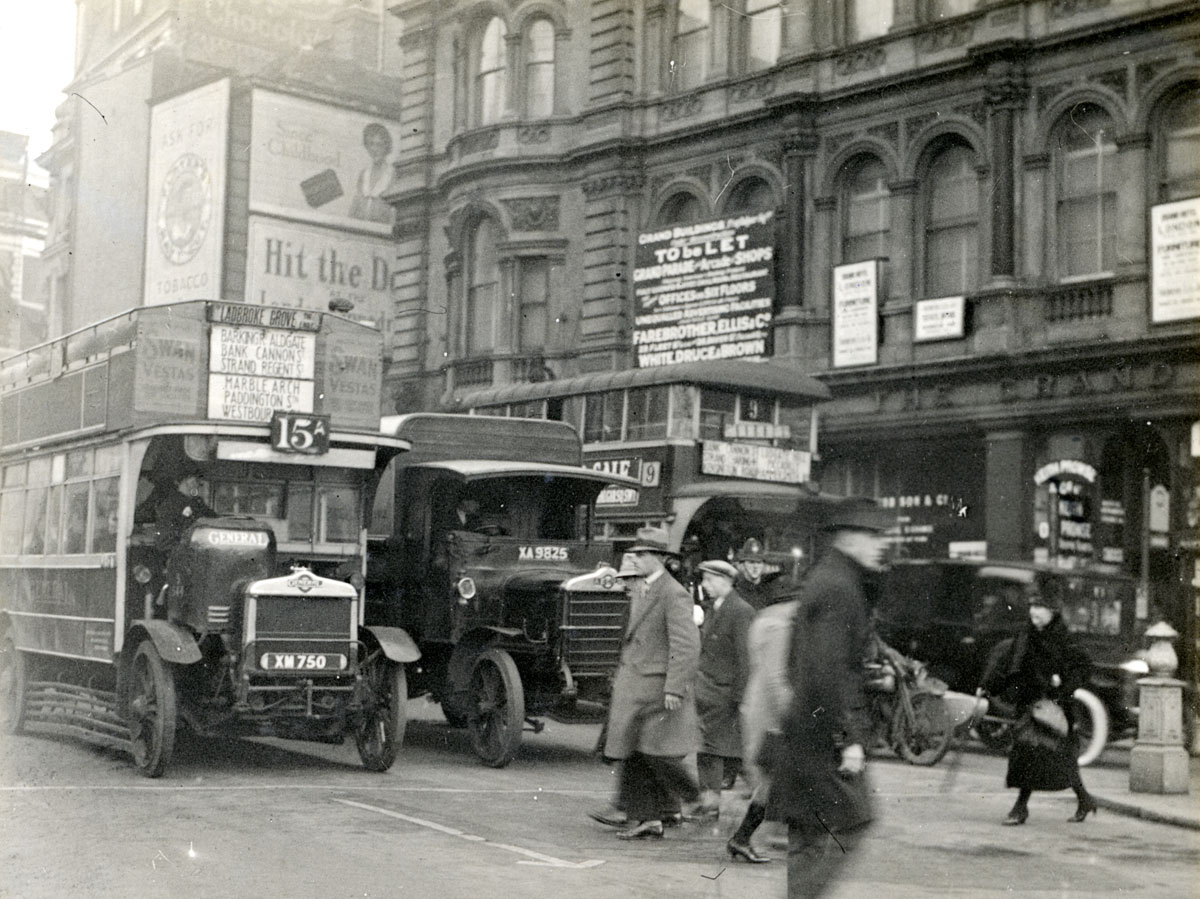
Scène de rue londonienne du West End photographiée en 1927, non loin de Trafalgar Square et de Piccadilly Circus. L'appartement de Lord Peter Wimsey se situe au 110A Piccadilly.

Né en 1890, Lord Peter Death Bredon Wimsey, second fils du Duc de Denver, est un aristocrate supérieurement intelligent, qui évite toutefois l'écueil du snobisme grâce à son sens des réalités et à son humour hautement britannique. Érudit littéraire (il collectionne les incunables), il est aussi un musicien dilettante, mais cultivé (il joue des sonates de Domenico Scarlatti sur un clavecin dans les années 1920 (!) et du Johann Sebastian Bach au piano). Ce sportif au physique athlétique (il est champion de cricket) est également un fin gourmet qui sait reconnaître et apprécier un bon vin. Toujours impeccable dans sa mise, il est d'une élégance recherchée sans être tape-à-l'œil. Plutôt que de recourir à un chauffeur, aime conduire lui-même ses automobiles, toujours des Daimler double-six cylindres qui répondent au surnom affectueux de Mrs. Merdle. 
Homme accompli et courageux, le héros de Dorothy Sayers n'est pourtant dénué ni de faiblesses ni de sentiments. Ainsi, pendant la Première Guerre mondiale, alors qu'il sert dans la brigade des fusiliers de la British Army, il combat sur le front de l'Ouest. Pendant la bataille de Caudry, il est victime d'un trouble de stress post-traumatique qui lui cause des crises de délire occasionnelles longtemps après son retour à la vie civile. Il est également chargé à cette époque de missions par le service de l'espionnage. Grâce à son sang-froid et à sa parfaite connaissance de l'allemand, qu'il parle sans accent, il réussit à infiltrer le bureau d'un officier ennemi et à transmettre des informations secrètes en ayant recours au Chiffre de Playfair qu'il manie avec aisance. Mais cette étape de sa vie lui aura été particulièrement douloureuse, car il éprouve, au retour de la guerre, la blessure secrète d'un amour déçu. C'est pourquoi, un peu par hasard et beaucoup par plaisir et par souci de ne pas céder à l'oisiveté, il consacre une bonne partie de son temps à la résolution d'énigmes policières. Pour y parvenir, il s'appuie souvent sur l'aide de Mervyn Bunter (en), son fidèle et flegmatique valet de chambre, de Miss Climpson, son inénarrable secrétaire, et de l'inspecteur Charles Parker (en) de Scotland Yard, un ami aussi admiratif que dévoué. Les fonctions de ce dernier assurent à Lord Peter (outre le grade militaire de major du héros et son haut statut social) d'avoir accès sans tracas aux lieux d'un crime, d'obtenir de précieux renseignements détenus par la police et de pouvoir transgresser impunément certaines règles et lois en vigueur pour tout autre sujet britannique, afin de démasquer et de mettre en échec de dangereux criminels.

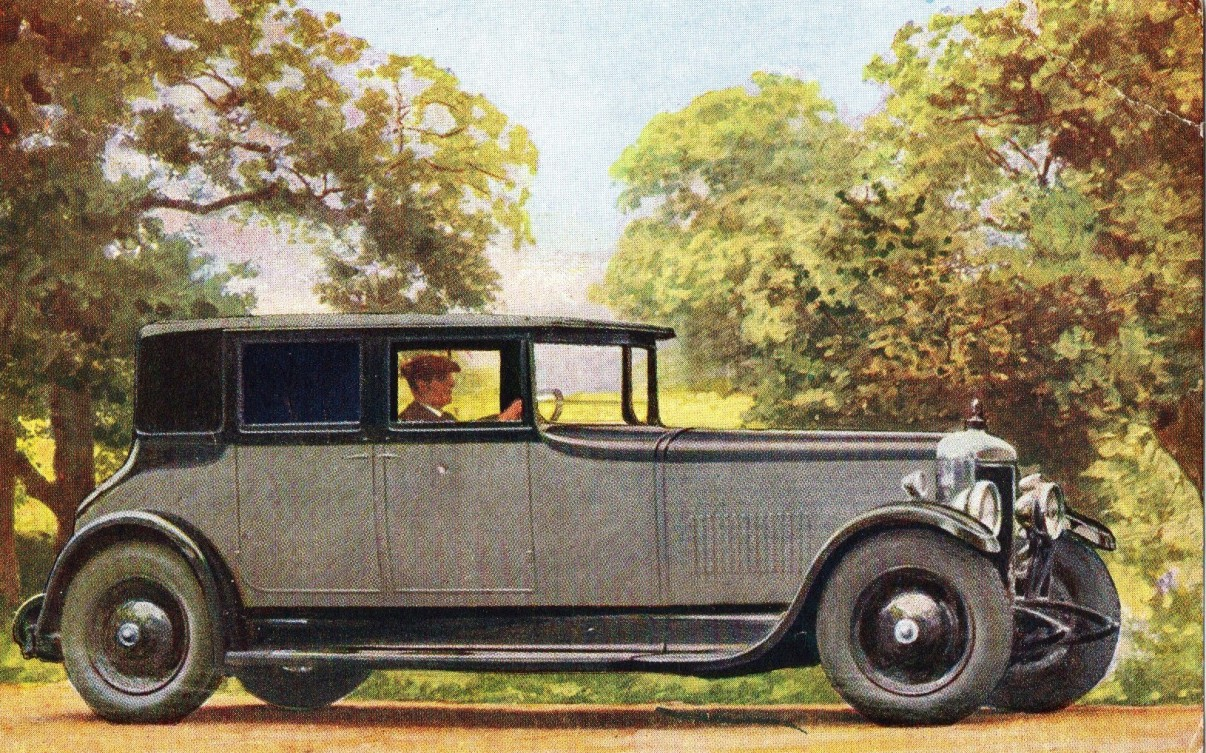
Une Daimler double six-cylindres 1926, modèle de voiture qu'affectionne et possède Lord Peter.

Toutes les qualités réunies de Lord Peter font, de l'aveu même de sa créatrice, une sorte de prince charmant du XXe siècle. À tout le moins, ce héros de onze romans et d'une vingtaine de nouvelles peut être considéré comme un archétype de l'Anglais brillant et décontracté de l'Empire britannique de l'Entre-deux-guerres. Le personnage aurait d'ailleurs été inspiré à Dorothy Sayers par le souvenir du séduisant Eric Whelpton (en), professeur d'anglais et de cricket au Collège des Roches, institution située en France, où, jeune femme, la future écrivain fut embauchée à titre d'assistante d'anglais entre 1917 et 1920. Cet antécédent sentimental explique en partie qu'à l'inverse de plusieurs auteurs de romans policiers qui prirent en grippe les héros qu'ils avaient créés (Arthur Conan Doyle envers Sherlock Holmes, Maurice Leblanc envers Arsène Lupin, Agatha Christie envers Hercule Poirot), Dorothy Sayers n'a jamais caché une réelle passion pour Lord Peter, ajoutant même qu'elle n'entreprenait jamais rien sans le consulter ! 
Grâce au personnage de Harriet Vane (en), Sayers s'invente également un double sublimé d'elle-même qui lui permet de croiser Lord Peter dans Poison violent, où ce dernier sauve la jeune femme d'accusations mensongères. Harriet Vane reparaît dans les romans suivants, participant notamment à l'enquête aux côtés de Lord Peter dans Lord Peter et le Mort du 18 juin jusqu'au mariage des deux personnages dans Noces de crime. C'est une conclusion attendue au terme de ces dernières aventures qui voient les intrigues policières se raréfier au profit d'études psychologiques et de péripéties sentimentales. À la fin du cycle, dans la nouvelle Le policeman a des visions (1938), les deux époux Wimsey ont leur premier enfant et, dans l'ultime nouvelle du cycle, Tallboys (1942), ils ont trois fils.
Au cinéma, Lord Peter n'a connu que deux interprètes : Peter Haddon (en) dans The Silent Passenger (1935) de Reginald Denham et Robert Montgomery dans Busman's Honeymoon (1940) d'Arthur B. Woods. Deux séries télévisées britanniques, l'une dans les années 1970, l'autre dans les années 1980, ont également pour héros Lord Peter, incarné respectivement par Ian Carmichael et Edward Petherbridge (en).
Pour Romain Brian, professeur agrégé d'anglais, « qu'on le veuille ou non - et que Sayers elle-même l'ait voulu ou non - Lord Peter Wimsey demeure un acteur majeur sur la scène policière de la première moitié du XXe siècle ».

## SérieLord Peter Wimsey

### Romans[b]
- Whose Body? (Londres, Unwin, 1923, couverture de Salomon van Abbé) Publié en français sous le titre Lord Peter et l'Inconnu, Paris, Librairie des Champs-Élysées, coll. « Le Masque » no 282, 1939; réédition, LGF, coll. « Le Livre de poche » no 978, 1967 Publié en français dans une nouvelle traduction intégrale sous le titre Lord Peter et l'Inconnu dans Dorothy Sayers, vol. 1, Éditions du Masque, coll. « Intégrales du Masque », 1995 ; réédition de cette nouvelle traduction révisée, Paris, Librairie des Champs-Élysées, coll. « Le Masque » no 282, 1999 ; réédition, Paris, Éditions du Masque, coll. « Masque poche » no 21, 2013
- Clouds of Witness (Londres, Unwin, 1926) Publié en français sous le titre Le Duc est un assassin, Paris, Nicholson et Watson, coll. « La Tour de Londres », 1948 Publié en français dans une autre traduction sous le titre Trop de témoins pour Lord Peter, Paris, Librairie des Champs-Élysées, coll. « Le Masque » no 465, 1954 Publié en français dans une nouvelle traduction intégrale sous le titre Trop de témoins pour Lord Peter dans Dorothy Sayers, vol. 1, Éditions du Masque, coll. « Intégrales du Masque », 1995 ; réédition de cette traduction révisée, Paris, Éditions du Masque, coll. « Le Masque » no 34, 2014
- Unnatural Death (Londres, Benn, 1927) Publié en français sous le titre Arrêt du cœur, Paris, Nouvelle Revue Critique, coll. « L'Empreinte » no 140, 1938 ; réédition, Paris, Librairie des Champs-Élysées, coll. « Le Masque » no 1754, 1985 Publié en français dans une autre traduction sous le titre  L'autopsie n'a rien donné, Paris, Morgan, coll. « Série rouge », 1947 ; réédition, Paris, Opta, coll. Littérature policière, 1976 Publié en français dans une nouvelle traduction intégrale sous le titre Arrêt du cœur dans Dorothy Sayers, vol. 1, Éditions du Masque, coll. « Intégrales du Masque » 1995 ; réédition de cette nouvelle traduction, Paris, Librairie des Champs-Élysées, coll. « Le Masque » no 2450, 2001
- The Unpleasantness at the Bellona Club (Londres, Benn, 1928) Publié en français sous le titre  Lord Peter et le Bellona Club, Paris, Librairie des Champs-Élysées, coll. « Le Masque » no 191, 1935 ; réédition, coll. « Le Club des Masques » no 7, 1966 Publié en français dans une nouvelle traduction intégrale sous le titre Lord Peter et le Bellona Club dans Dorothy Sayers, vol. 1, Éditions du Masque, coll. « Intégrales du Masque », 1995 ; réédition de cette traduction, Paris, Librairie des Champs-Élysées, coll. « Le Masque » no 191, 1995 et 2002
- Strong Poison (Londres, Gollancz, 1930) Publié en français sous le titre Lord Peter, détective, Paris, Nouvelle Revue Critique, coll. « L'Empreinte » no 42, 1934 ; réédition, Paris, La Maîtrise du livre, coll. « L'Empreinte Police » no 3, 1947 Publié en français dans une nouvelle traduction intégrale sous le titre Poison violent, Paris, J'ai lu no 1718, 1984
- The Five Red Herrings (Londres, Gollancz, 1931) Publié en français sous le titre Lord Peter en Écosse, Nicholson et Watson, coll. « La Tour de Londres », 1947 Publié en français dans une autre traduction sous le titre Les Cinq Fausses Pistes, Paris, Librairie des Champs-Élysées, coll. « Le Masque » no 492, 1954
- Have His Carcase (Londres, Gollancz, 1932) Publié en français sous le titre Lord Peter et le Mort du 18 juin, Paris, Julliard coll. « P.J. », 1969 ; réédition, Paris, C. Bourgois, coll. « P.J. bis », 1972 ; réédition, Genève, Éditions de Crémille, coll. « Les Grands Maîtres du roman policier » no 10, 1973 ; réédition, Paris, LGF, coll. « Le Livre de poche » no 5112, 1978 ; réédition de la même traduction sous le titre Le Mort de la falaise, Paris, J'ai lu no 1889, 1985
- Murder Must Advertise (Londres, Gollancz, 1933) Publié en français sous le titre Lord Peter et l'Autre, Paris, Librairie des Champs-Élysées, coll. « Le Masque »e no 174, 1935 ; réimpression, 1985 ; réédition dans la même collection dans une traduction revue et complétée, 2003
- The Nine Tailors (Londres, Gollancz, 1934) Publié en français sous le titre Les Neuf Tailleurs, Paris, Librairie des Champs-Élysées, coll. « Le Masque » no 567, 1957 ; réédition, Paris, Librairie des Champs-Élysées, coll. « Le Club des Masques » no 89, 1970
- Gaudy Night (Londres, Gollancz, 1935) Publié en français sous le titre Le Cœur et la Raison, Villeneuve d'Ascq, Presses universitaires du Septentrion, 2012 ; réédition, Paris, Libretto no 615, 2018
- Busman's Honeymoon (Londres, Gollancz, 1937) Publié en français sous le titre Noces de crime, J'ai lu no 1995, 1986
- Thrones, Dominations (1998) Publié en français sous le titre Au crépuscule de l'Empire, Éditions Le Masque, 1999 ; réédition, Le Livre de Poche no 14903, 2000
  - Note : Roman abandonné par Dorothy L. Sayers entre 1936 et 1938, achevé et publié par Jill Paton Walsh.

### Recueils de nouvelles
- Lord Peter Views the Body (Londres, Gollancz, 1928) Publié en français sous le titre Lord Peter devant le cadavre, Paris, Librairie des Champs-Élysées, 1934
- Hangman's Holiday (Londres, Gollancz, 1933), recueil de 12 nouvelles, dont 4 avec Lord Peter.  Inédit en français.
- In the Teeth of the Evidence and Others Stories (Londres, Gollancz, 1939)
- Striding Folly (Londres, New Library, 1972) La nouvelle qui donne son titre au recueil a été publiée en français sous le titre Échec à la tour, Paris, Opta, Mystère magazine no 100, mai 1956

### Nouvelles

#### SérieLord Peter Wimsey
- The Egomaniac (1923)
- The Entertaining Episode of the Article in Question (1925), aussi connu sous le titre The Article in Question
- Beyond the Reach of the Law (1926)
- The Unprincipled Affair of the Practical Joker (1926), aussi connu sous le titre The Practical Joker
- The Fantastic Horror of the Cat in the Bag (1926), aussi connu sous le titre Cat in the Bag
- The Learned Adventure of the Dragon’s Head (1926)
- The Abominable History of the Man with Copper Fingers (1928), aussi connu sous le titre The Man with the Copper Fingers Publié en français sous le titre L'Homme aux doigts de cuivre, Paris, Fayard, Le Saint détective magazine no 28, juin 1957
- The Bibulous Business of a Matter of Taste (1928), aussi connu sous le titre A Matter of Taste
- The Vindictive Story of the Footsteps That Ran (1928), aussi connu sous le titre The Footsteps That Ran Publié en français sous le titre Les Pas qui couraient, Paris, Opta, L'Anthologie du Mystère no 8, mars 1966
- The Fascinating Problem of Uncle Meleager's Will (1928)
- The Undignified Melodrama of the Bone of Contention (1928)
- The Piscatorial Farce of the Stolen Stomach (1928)
- The Unsolved Puzzle of the Man with No Face (1928), aussi connu sous le titre The Man with No Face
- The Adventurous Exploit of the Cave of Ali Baba (1928)
- A Matter of Taste (1928), aussi connu sous le titre The Bibulous Business of a Matter of Taste Publié en français sous le titre Une simple question de goût, Paris, Opta, Mystère magazine no 247, septembre 1968
- The Queen’s Square (1932) Publié en français sous le titre La Case de la reine, Paris, Opta, Mystère magazine no 235, août 1967
- The Image in the Mirror (1933), aussi connu sous le titre Something Queer About Mirrors Publié en français sous le titre Miroirs déformants, Paris, Opta, Mystère Magazine no 207, avril 1965
- The Incredible Elopement of Lord Peter Wimsey (1933), aussi connu sous le titre The Power of Darkness Publié en français sous le titre La Puissance des ténèbres, Paris, Opta, Mystère Magazine no 221, juin 1966
- The Necklace of Pearls (1933) Publié en français sous le titre Le Collier de perles, Paris, Opta, Mystère magazine no 54, juillet 1952 ; réédition dans Noëls rouges, Paris, Julliard, « La Bibliothèque criminelle », 1989
- Absolutely Elsewhere (1934), aussi connu sous le titre A Case for Lord Peter Wimsey
- Striding Folly (1935) Publié en français sous le titre Échec à la tour, Paris, Opta, Mystère magazine no 100, mai 1956
- The Haunted Policeman (1938) Publié en français sous le titre Le policeman a des visions, Paris, Opta, Mystère magazine no 71, décembre 1953 ; réédition, Paris, Opta, L'Anthologie du Mystère no 3, 1963 ; réédition sous le titre Le flic a des visions, Paris, Opta, L'Anthologie du Mystère no 17, 1973
- In the Teeth of the Evidence (1939)
- Talboys (1942)

### Autres publications

#### Correspondance
- The Wimsey Papers (1939-1940), série d'articles publiée dans le magazine The Spectator sur la correspondance (fictive) entre les membres de la famille Wimsey qui permet à Dorothy Sayers d'aborder plusieurs sujets politiques, culturels et sociaux pendant les premiers mois de la Seconde Guerre mondiale.

#### Romans apocryphes
Depuis qu'elle a complété Au crépuscule de l'empire, manuscrit abandonné par Dorothy Sayers, Jill Paton Walsh a écrit trois nouvelles aventures de Lord Peter :
- 2002 : Jill Paton Walsh, A Presumption of Death (roman inspiré par The Wimsey Papers, série d'articles sur l'actualité publiés par Dorothy Sayers de 1939 à 1940, qui prend la forme de lettres fictives échangées entre les membres de la famille de Lord Peter)
- 2010 : Jill Paton Walsh, The Attenbury Emeralds
- 2014 : Jill Paton Walsh, The Late Scholar

### Filmographie

#### Au cinéma
- 1935 : The Silent Passenger, film policier britannique réalisé par Reginald Denham, d'après une histoire originale de Dorothy Sayers, avec Peter Haddon dans le rôle de Lord Peter, et Austin Trevor dans le rôle de l'inspecteur Parker
- 1940 : Busman's Honeymoon, film policier britannique réalisé par Arthur B. Woods, d'après le roman homonyme, avec Robert Montgomery dans le rôle de Lord Peter, et Constance Cummings dans le rôle de Harriet Vane

#### À la télévision
- 1947 : Busman's Honeymoon, film TV, adaptation du roman éponyme
- 1949 : Suspicion, épisode de la série télévisée Suspense, adaptation de la nouvelle éponyme réalisée par Robert Stevens
- 1950 : Mr. Mummery's Suspicion, épisode de la série télévisée Actors Studio (en)
- 1950 : The Leopard Lady, épisode de la série télévisée Lights Out réalisé par William Corrigan
- 1951 : Mr. Mummery's Suspicion, épisode de la série télévisée Studio One réalisé par Martin Magner
- 1953 : Dilemma, épisode de la série télévisée Eye Witness
- 1955 : Our Cook's a Treasure, épisode de la série télévisée Alfred Hitchcock présente réalisé par Robert Stevens
- 1957 : Busman's Honeymoon, film TV, adaptation du roman éponyme réalisée par Brandon Acton-Bond
- 1968 : In die dagen, téléfilm belge réalisé par Jan Matterne
- 1972 : Clouds of Witness, mini-série de cinq épisodes, adaptation du roman éponyme
- 1973 : The Unpleasantness at the Bellona Club, mini-série de quatre épisodes, adaptation du roman éponyme
- 1973 : The Inspiration of Mr. Budd, épisode de la série télévisée Les Mystères d'Orson Welles, adaptation de la nouvelle éponyme réalisée par Peter Sasdy
- 1973 : Murder Must Advertise, mini-série de quatre épisodes, adaptation du roman éponyme
- 1974 : The Nine Tailors, mini-série de quatre épisodes, adaptation du roman éponyme
- 1975 : The Five Red Herrings, mini-série de quatre épisodes, adaptation du roman éponyme
- 1987 : A Dorothy L. Sayers Mystery, série en dix épisodes, adaptations de Strong Poison, Have His Carcase et Gaudy Night